# デヴィッド・プラマー
デヴィッド・ウィリアム・“デイヴ”・プラマー（David William "Dave" Plummer、1968年 - ）は、カナダ出身のアメリカ合衆国のプログラマ・起業家である。かつてはマイクロソフトに所属し、Windows タスク マネージャー、Microsoft Windowsの圧縮フォルダ対応、Windows 3D ピンボールの移植、AmigaのHyperCacheなどの様々なプログラムを製作した。ソフトウェア工学の分野で6つの特許を取得している。また、YouTubeチャンネルの"Dave's Garage"と"Dave's Attic"を開設している。

## 若年期
プラマーは1968年にカナダ・サスカチュワン州レジャイナで生まれ、そこで育った。幼少期に、父が経営する金物店と祖父の工房で自由な時間を過ごした。11歳の時、近くのラジオシャックで初めてコンピュータに触れた。プラマーは、未経験にもかかわらず、店に届いた新しいコンピュータのセットアップを手伝った。
近くのレジャイナ大学がコンピュータを土曜日の午前中に一般開放していることを知ると、毎週そこに通うようになり、コンピュータを使いこなせるようになった。母親は、レジャイナ大学が一般向けに開講しているコンピュータの授業にプラマーを参加させた。
地元のミラー高校に入学したが、最終学年で退学した。10代の時にコモドール64向けのビデオゲーム"Tour de Force"などを製作した。様々な仕事をしながら、友人達とコンピュータゲームを製作した。21歳のときに高校に戻り、卒業した。その後、レジャイナ大学に入学し、1994年に計算機科学の学士号を取得して卒業した。

## キャリア
大学在学中にマイクロソフトの入社試験を受け、1993年にワシントン州レドモンドに転居してマイクロソフトで働き始めた。最初に配属されたのはMS-DOS部門のベン・スリヴカの下で、当初はインターンだったが、後に年俸3万5千ドルでフルタイムの仕事をオファーされた。2021年のインタビューでプラマーは、インターン時代に、CD-ROMのキャッシュであるSmartDriveやdiskcopyなどの主要な機能を実装したと述べている。
マイクロソフト在籍中に、プラマーは自宅でWindows タスク マネージャーを作成し、出来上がったプログラムをデヴィッド・カトラーに見せた。カトラーはそのプログラムを職場に持ち込むことを許可し、プログラムを微調整したものが1996年に出荷されたMicrosoft Windowsに含められた。マイクロソフト在籍中、プラマーはMS-DOS 6.2やWindows NTなどの開発に関わり、タスク マネージャーの開発や圧縮フォルダ(ZIP)対応、Windows 3D ピンボールの移植などを行った。プラマーによれば、プラマーが実装したZIP関連のソースコードは2024年時点でもそのまま使われているという。
プラマーは2003年にマイクロソフトを退社し、自身の会社SoftwareOnline LLCを立ち上げた。この会社では、Windows向けのファーストパーティおよびサードパーティのユーティリティソフトを製作し、数百万本を販売した。2006年、SoftwareOnline社が製作した"Registry Cleaner"と"InternetShield"について、ワシントン州司法長官事務局から消費者保護法違反の疑いで訴えられた。同社は15万ドルの罰金の支払いで和解した。
また、2006年頃にBlue Phoneテクニカル・サポート・サービスを行うXeriton Corporationを設立したが、2009年12月にSupport.comに850万ドルで売却した。
起業のかたわらで、余暇を利用してプログラミングは引き続き行っている。また、YouTubeチャンネル"Dave's Garage"を開設し、プログラミングや趣味の自動車に関する動画を配信している。
タスク マネージャーのプログラミングを行ったことは長らく明かしていなかったが、2020年5月25日のRedditへの投稿でそれを明かし、タスク マネージャーを使うためのヒントや裏技を紹介した。2020年11月25日には、Windows XPの海賊版対策のためのバラストデータの生成に関わっていたことをYouTubeにて明らかにした。プラマーによれば、バラスト生成のための疑似乱数の初期シードとしてMicrosoft Bobのデジタル画像を使用したという。
プラマーはレジャイナ大学やオックスフォード大学などで講演を行っている。

## 私生活
2021年現在、プラマーは妻のニコールと4人の子供（14歳、15歳、21歳、22歳）とともにワシントン州サマミッシュで暮らしている。
2021年、YouTubeにて、自身が自閉症であり注意欠陥・多動性障害(ADHD)であることを明らかにした。また、自閉症であることが人生に与えた影響について、"Secrets of the Autistic Millionaire: Everything I know about Autism, ASD, and Asperger's that I wish I'd known back then"（自閉症の億万長者の秘密: あの時知っておきたかった、自閉症、ASD、アスペルガーについて私が知っている全て）という本を執筆している。
ビデオゲーム「テンペスト」の世界記録保持者である。